# Compasión radical
Compasión Radical es un término acuñado por el filósofo Khen Lampert, en 2003. Su teoría de la compasión radical apareció en Traditions of Compassion: from Religious Duty to Social-Activsm (2006). Lampert identifica compasión como un caso especial de la empatía, orientada hacia la angustia de Otros. Compasión Radical es un tipo específico de la compasión general, que incluye el interior imprescindible para cambiar la realidad a fin de aliviar el dolor de los demás. Este estado de ánimo, de acuerdo con la teoría de Lampert, es universal, y está en la raíz del grito histórico para el cambio social.

" I have noted that compassion, especially in its radical form, manifests itself as an impulse. This manifestation stands in stark opposition to the underlying premises of the Darwinist theories, which regard the survival instinct as determining human behavior, as well to the Freudian logic of the Pleasure Principle, which refutes any supposedly natural tendency on the part of human beings to act against their own interests and proposes viewing such an inclination as the product of cultural conditioning..."